# Дедюхин
Дедю́хин — город XIX века в Предуралье, был расположен на севере нынешнего Пермского края, на левом берегу реки Камы. С 1926 до 1928 гг. — село Дедюхино, с 1928 до 1932 гг. — рабочий посёлок Дедюхино. В 1952 году территория была затоплена при создании Камского водохранилища.

## История
Дедюхин возник как селение при солеваренном заводе, основанном в XVI веке Иоанникою Строгановым. Дедюхинские соляные промыслы в 1606 году перешли под управление Пыскорского монастыря. Монахи переименовали село в Рождественское Усолье. С 1764 года завод перешёл в казну и находился в ведении Соликамской воеводской канцелярии.
С 1780 года причислен к образованному Пермскому наместничеству.

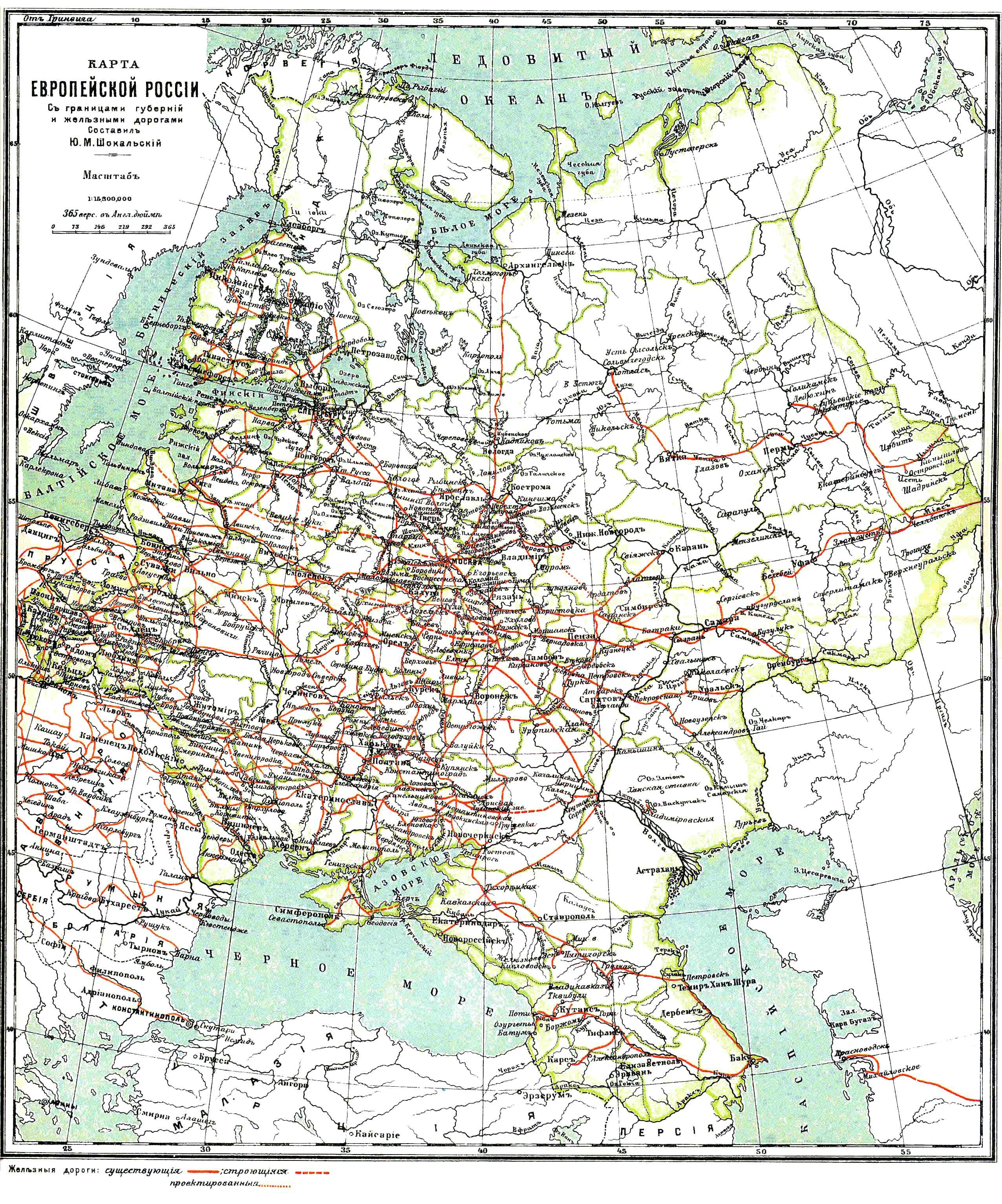
Дедюхин на карте Российской империи

1 октября 1805 года «… селение при Дедюхинских соляных промыслах объявляется городом». Город находился в подчинении горного ведомства.
По данным 1842 года. в горном городе Дедюхине проживало жителей мужского пола 1284, женского 1422, в городе имелось: 570 деревянных домов и 1 каменная церковь.
По данным 1856 года. в горном городе Дедюхине проживало жителей мужского пола 1812, женского 1912, в городе имелось: 750 деревянных домов, 2 церкви и 6 торговых лавок.
В 1860 году в городе насчитывалось 3954 жителя, в 1888 году в городе насчитывалось 4826 жителей, в 1897 — 3318 жителей.
Декретом ВЦИК от 5 апреля 1926 года город Дедюхин «обращён в сельскую местность» — село Дедюхино.
Постановлением ВЦИК от 27 августа 1928 года с. Дедюхино отнесено к категории рабочих посёлков. В 1931 году в р.п. Дедюхино проживало 4,7 тыс. жит.

Юго-восточная часть Дедюхинского острова (на горизонте), вид с одного из пляжей г. Березники

Постановлением ВЦИК от 20 марта 1932 года р.п. Дедюхино вошёл в состав города Березники,.
В 1952 году после строительства Камского водохранилища территория бывшего Дедюхина ушла под воду. В настоящее время память о городе сохранилась в названии Дедюхинского острова у северной окраины Березников вблизи левого берега Камы.

## Улицы, существовавшие с 1920—1930-х гг
Ул. Белинского, Братьев Собакиных, Всеобуч, Войкова, Дедюхинская, Дрелевского, Клубная, Коммуны, Красина, Красная, Куйбышева, Озёрная, Окрайный переулок, Прорывский переулок, Пыскорский переулок, Решетникова, Содовая, Трапезникова, Уральская.

## Известные уроженцы
- Александр Алексеевич Дмитриев (1854—1902) — крупнейший уральский историк, летописец, краевед[10].
- Геннадий Николаевич Ташлыков (1936—1998) — почётный металлург, заслуженный металлург РСФСР, Герой Социалистического Труда (1981 г.), кавалер орденов Ленина.
- Клавдий Иванович Циренщиков (1908—1981) — в 1949—1970 гг. — директор Березниковского титано-магниевого завода (с 1963 г. — комбинат)[11].